# Bernwardsgroschen
Der Bernwardsgroschen war eine Münze mit dem Namen und Brustbild des heiligen Bernward, eines Hildesheimer Bischofs (992–1022). Auf diesem Körtling der Stadt Hildesheim hält der Heilige seine Attribute Kreuz und Krummstab. Die Umschrift in der Zeit von 1494/95 war SAC BERWARDV P, die großen Groschen um 1520/22 hatten SCT BERWARD als Umschrift. Ein geviertes Wappen zierte die andere Seite. Der Bernwardsgroschen wurde um 1468 als Körtling – niederdeutsch für „Kurzling“, kurzer oder kleiner Groschen – zu 6 Hildesheimer Pfennigen ausgeprägt.